# 俾斯麦级战列舰
俾斯麦级战列舰（德語：Schlachtschiffe der Bismarck-Klasse）是纳粹德国海军于第二次世界大战爆发前夕所建造的两艘战列舰的船级。它们是德国海军建成的最大型军舰。其中俾斯麦号于1936年7月动工，1940年9月落成；而其姊妹舰提尔皮茨号则是在1936年10月进行龙骨架设，1941年2月完工。
两艘同级舰的服役生涯都十分短暂。俾斯麦号仅参加了一次军事行动，即出击至北大西洋的“莱茵演习行动”，以袭击从北美发往英国的补给船队。在行动中，它摧毁了英国战列巡洋舰胡德号，并在丹麦海峡海战中击损新式战列舰威尔士亲王号。在皇家海军追逐了3天后的最后一战，俾斯麦号遭击败并沉没。致沉的原因仍然存在分歧，英国的主要来源主张对舰只的沉没负责。然而据罗伯·巴拉德和詹姆斯·卡梅隆的考察证据表明，俾斯麦号的沉没最有可能是如同其幸存船员所声称的自沉。
提尔皮茨号的生涯并不显赫；它于1942年被遣往挪威水域，并在当地行使存在舰队的职能以威慑从英国至苏联的护航船队。期间它曾多次遭到皇家海军及皇家空军的袭击。1944年，舰只被蘭開斯特轟炸機的三枚高脚柜炸弹命中，造成严重的内部破坏并使之倾覆。提尔皮茨号最终于1948年至1957年间拆解报废。

## 设计
德国海军自1932年起便开始了新一代战列舰的概念设计，以确定在《华盛顿海军条约》关于35,000長噸（36,000公噸）排水量的框架下，所建战列舰的理想特性。这些早期的研究已经明确，舰只应配备八门330毫米炮、最大速度为30節（56每小時），并且具有强大的装甲保护。具体至俾斯麦级的设计工作是在1933年启动，并持续至1936年。1935年6月，德国签署了《英德海军协定》，这将允许德国以占皇家海军35%的总吨位比例建造战列舰。它也使德国得以进入自华盛顿会议所形成的国际条约体系。此时，已经开始海军扩张计划的法国被视为是对德国最有可能的威胁，而非英国。因此，俾斯麦号和提尔皮茨号是旨在对抗当时正在兴建的法国新式战列舰。
在设计过程中需要解决一系列问题，包括主炮口径、推进系统以及装甲保护。致使俾斯麦号和提尔皮茨号采用380毫米炮的决定性因素是法国海军明确了将在四艘黎塞留级战列舰上搭载的380毫米炮。经研究决定，四座双联装炮塔可为主炮的分配提供最佳的解决方案，因为它可在前部和后部提供均等火力，并简化火力控制。这种布局与帝国时期的最后一款战列舰——巴伐利亚级相类似。近似之处使得人们推测俾斯麦级只是早期舰只的拷贝，尽管主炮的布局和三轴推进系统是它们仅有的共同特征。
海军建造者们在审视了柴油齿轮传动、蒸气传动和涡轮电力传动发动机后，将后者定为首选；因为它已被安装在美国列克星敦级航空母舰和法国客轮诺曼底号上，证实了是非常成功的。设计人员还需要为新战列舰提供足够的航程，它们必须长途跋涉从德国港口驶抵大西洋，而德国没有海外基地可供舰只补料。由于德国舰队在数量上的劣势、以及假设海战就发生在相对较近的北海范围内，设计十分注重稳定性和装甲保护。极厚的垂直装甲带，连同重型上层堡垒装甲板和在艏艉两端全面的防弹保护都被采纳。
俾斯麦号和提尔皮茨号的排水量还受到基尔、威廉港以及威廉皇帝运河现有基础设施能力的约束。1937年2月11日，建工办通知海军总将埃里希·雷德尔，由于海港限制和运河深度，这些舰只的排水量不可超过43000公吨。该部门还表示倾向于兴建第三艘舰并保持在35000长吨的条约限制内。海军上将维尔纳·福克斯作为海军总司令部海上训练司的负责人，建议雷德尔和阿道夫·希特勒进行必要修改以降低排水量，确保新舰符合《伦敦海军条约》的法律要求。但随着日本拒绝签署新条约，以至于允许条约签署国建造战列舰上限达45,000長噸（46,000公噸）的自动调整条款自1937年4月1日起生效。俾斯麦级最终设计的排水量为41,400長噸（42,100公噸），处于此上限以内，因此福克斯的修改被摒弃。

### 整体特征
俾斯麦级战列舰的全长为251米，水线长度则为241.60米。它们有36米的舷宽；设计吃水、标准吃水和满载吃水深度分别为9.3米、8.63米和9.90米；这些舰只的设计排水量为45950公吨，标准排水量为41700公吨，而在满载时则可达到50300公吨。全部两艘舰都设有占龙骨83%比重的双层船底，共设22个水密隔艙。舰只有90%为焊接结构。其舰艉的构造较弱，这对俾斯麦号唯一的作战任务造成了严重后果。
俾斯麦级舰只的稳定性很高，这主要得益于其宽阔的船幅。即便是在北大西洋波涛汹涌的海面，这些舰只亦仅会遭受轻微的横摇和起伏。俾斯麦号及提尔皮茨号对舵机指令的反应非常敏锐，它们能够以小至5°的舵偏角进行调动。当满舵时，舰只仅有3°的侧倾，但速度损失却达65%。舰只于低速或后移时的操控性不佳。因此，在狭窄水域需要通过拖行来避免碰撞或搁浅。舰只的标准乘员编制为103名军官及1962名士兵。舰只还搭载有一些小艇，包括3艘哨艇、4艘驳船、1艘机动艇、2艘中型艇、2艘小汽艇、2艘轻便艇和2艘小划艇。

### 推进装置
俾斯麦级的主机为三组齿轮传动蒸汽涡轮发动机；俾斯麦号配备的是布洛姆－福斯涡轮，提尔皮茨号则使用勃朗-包维利轮机。每组轮机通过减速齿轮直接驱动一根推进轴，带动直径4.7米的三叶螺旋桨。在当时的海军列强中，唯有德国海军对三轴推进情有独钟。从德国第一种无畏舰拿骚级开始，所有德国战列舰都采用了这种推进布局。较之常见的四轴推进，三轴推进具有重量轻的优点，但缺点也很明显。俾斯麦号残骸发现者、前美国海军中校罗伯·巴拉德就曾指出，俾斯麦级的三轴布局存在严重问题。由于中央推进轴穿过龙骨暴露于舰体之外，造成舰尾结构强度不足。不仅如此，三轴推进在利用桨叶差速转向时的效率也远不如四轴推进。俾斯麦级采用两片横列悬式平衡舵，由电力驱动。两片舵面并非相互平行，而是各向外倾斜8度，呈“八”字形。这种古怪的布局不仅导致舵面重量分布不均，而且也对舵机轴承平添了大量压力。这些都在俾斯麦号的最后一战中产生了不利影响。
在满载时，高压和中压涡轮机的每分鐘轉速为2,825转，而低压涡轮机则以2,390转运作。舰只的涡轮机由12台瓦格纳燃油过热水管锅炉驱动。两艘舰的燃油贮存量有所区别；俾斯麦号的设计燃料携带量为3200公吨，但在常规配置中则可最多贮存6400公吨燃料；加上额外的燃料舱，所搭载的燃料可以增至7400公吨。提尔皮茨号的设计燃料携带量为3000公吨，利用增设的燃料舱则可以贮存至7780公吨。俾斯麦号可以19節（35每小時）的速度航行8,525海里（15,788），而提尔皮茨号按该速度的最大航程则为8,870海里（16,430）。
涡轮机最初打算使用电力传动，并将产生每组46000千瓦的功率。齿轮传动的涡轮较轻，并因此有微弱的性能优势。齿轮传动涡轮还具有显著更坚固的构造。舰只安装了八台以四对排开的500千瓦柴油发电机、五台690千瓦涡轮发电机、以及一台460千瓦、连接至400千伏安的交流电发电机。另有一台550千伏安柴油发电机提供额外的交流电源。电气装置可输出的总电功率为7910千瓦（220伏特）。

### 武器系统

#### 主炮
俾斯麦号和提尔皮茨号的主炮由装备在四座双联装炮塔中的八门380毫米SK C/34型艦炮组成；其中“安东”及“布鲁诺”以背负式布局位居舰艛前部，“采撒”及“朵拉”则居后部。炮塔可提升至30度仰角，主炮的最大射程达到36,520米。发射重800公斤炮弹时炮口初速为820米每秒。主炮共备有940至960枚炮弹，其中每炮约115至120枚。俾斯麦级的主炮和德国其它大口径舰炮一样由克虏伯设计，特点是采用了横楔式炮闩而非常见的间断螺纹式炮闩，并用铜制药壳容纳发射装药（一般战列舰主炮的发射装药是装在纺织品制成的药包内）。由于不像螺闩需要向后打开的空间，楔闩在火炮尚未完全复进时即可开闩装填，因此射速比较快。在理想条件下，主炮射速为每18秒一发（每分钟三发）。炮塔回旋动力为电力，炮管由液压俯仰，其仰角可在远程控制。每门炮的装填角度为2.5°。提尔皮茨号后配备了延迟引信炮弹，以对抗盟军的频繁空袭。
俾斯麦级所使用的四座双联装炮塔（4×2配置）是回归了第一次世界大战的设计实践。几乎所有其它1921年后的主力舰都使用三联装甚至四联装炮塔，不仅可在炮塔数量不变的情况下增加主炮数量，而且更少的炮塔也有助于减短保护弹药库的装甲带长度并缩短舰只本身。虽然德国曾考虑过为俾斯麦级搭载三联装炮塔，但却担心额外的炮管会拖累每座炮塔的整体射速。而且一旦一座炮塔被击穿，势必殃及整座炮塔内的所有火炮，导致战列舰火力剧减。他们还认为，四座双联装炮塔可以获得更好的射界和更为高效的齐射序列。尤其火炮藥室部分過大過重的問題更加大此炮改成三聯裝的難度
尽管其它同时代舰只例如美国的北卡罗来纳级战列舰都装备了406毫米主炮，但俾斯麦级仍然使用的是380毫米舰炮，因为德国人对此有足够的经验；而406毫米口径的武器则需要从头开始设计。由于在《伦敦海军条约》解体之前，俾斯麦级便已获得认可，并行使了45,000吨、406毫米主炮的自动调整权（其中美国便为北卡罗来纳级行使了这一条款）；建造406毫米炮的战列舰无疑会极具挑衅意味，特别是对假想敌的英國。但事实上，俾斯麦级的380毫米主炮比其同代舰性能更佳，射程亦较大多数同代海军的380毫米和406毫米炮更远（除了意大利的381毫米和法国的380毫米炮，但前者会遭受异常的膛蚀，而后者的精度非常差）。雖然德国火炮整體來說在射程和穿透力均优于皇家海军在一战时代的BL15英吋Mark I型舰炮基本型， 但英國海軍在一战后對該艦炮進行改裝，加強射擊角度以及新增重型穿甲彈从而抵消了SK/C 34型的優勢，且SK/C 34型火砲所使用的穿甲彈重量過輕導致該炮在遠距穿甲能力差劣的弱點也被暴露出來，相比擁有的口徑優勢的英國16吋Mk I型海軍炮差距更加明显。

#### 副炮

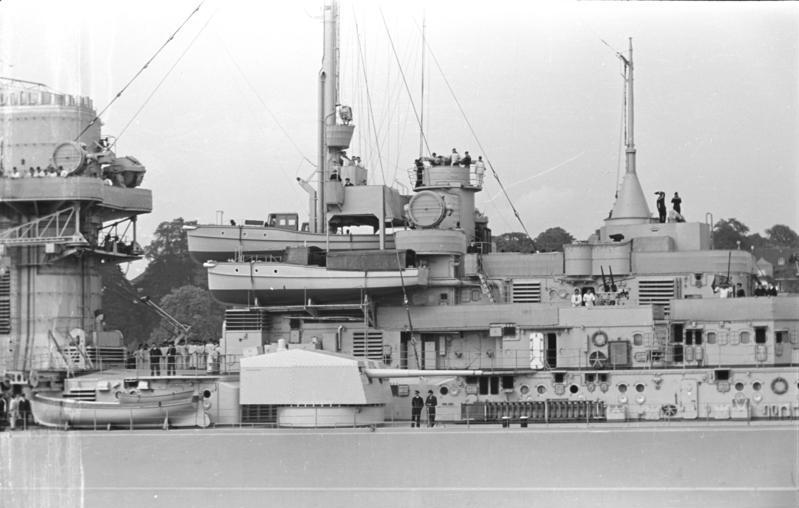
俾斯麦号的一座150毫米炮塔

俾斯麦级的副炮由装备在六座双联装炮塔中的十二门150毫米SK C/28型舰炮组成。150毫米炮及其Drh. LC/34炮塔来自沙恩霍斯特级战列舰。最大仰角40°，最大俯角-10°；射速为每分钟六发。发射45.3公斤弹药时炮口初速为875米每秒。最大仰角时射程为23,000米。与主炮一样，提尔皮茨号的副炮在后期也配备了延迟引信炮弹。
装备150毫米平射炮的决定引来了以安东尼·普雷斯顿为代表的部分海军历史学家的批评。他们认为，在美英战列舰逐步换装高平两用炮时，俾斯麦级却安装防空能力有限的平射炮，是“对重量的极大浪费”。海军历史学家威廉·贾志科（William Garzke）和罗伯特·杜林（Robert Dulin）则认为，这一决定源于德国海军战术思想：“使用高平兩用武器虽然能增加高射炮的数量，但对抗驱逐舰等中小型舰艇的能力会大打折扣，而后者是德国海军专家尤为重视的”。正因如此，不仅德国级装甲舰以来所有德国主力舰都装备150毫米副炮，而且在未建成的H级战列舰上也仍将使用150毫米炮。

#### 高射炮
在竣工时，俾斯麦号和提尔皮茨号配备了十六门设于八座双联装炮架内的105毫米 SK C/28高射炮、十六门设于八座双联装炮架内的37毫米SK C/30型以及十二门使用独立炮架的20毫米Flak 30型炮作为防空武器。105毫米高射炮与沙恩霍斯特级所使用的相同，分布于第一层舰艛。在俾斯麦号于1941年沉没后，提尔皮茨号将两门舰舯炮转移至艏部以改善射界。十六门炮由四座射击指挥仪指挥，其中两个设于司令塔后方，三号位设于主桅杆后方，第四个则直接设于采撒炮塔后方。提尔皮茨号的射击指挥仪有保护穹顶覆盖，而俾斯麦号则没有。
37毫米83倍径高射炮为双联装，设置在上层建筑内。炮架的回旋和俯仰均依靠人力，但配有垂直-侧倾双轴稳定仪 。全舰共备37毫米弹药32,000发。俾斯麦号和提尔皮茨号最初装备了十二门20毫米单管高射炮，并随时间推移而有所加装。俾斯麦号除了单管炮座外还拥有一对四联装20毫米炮架，总计二十门20毫米炮。而在提尔皮茨号的服役生涯期间，采用单管或四联装的20毫米炮共增加至72门。

### 装甲

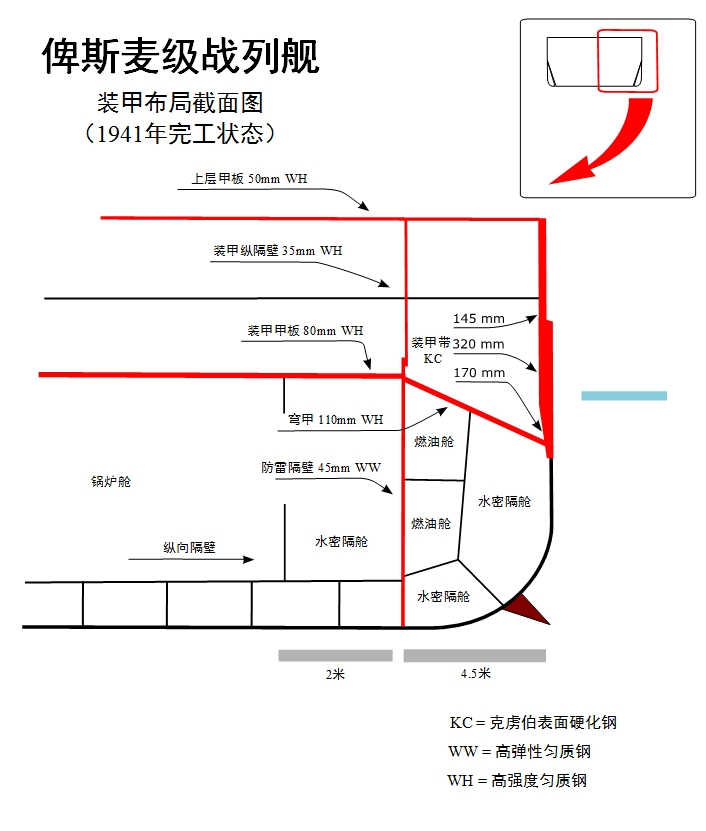
俾斯麦级装甲布局截面图

一战结束后，列强海军陆续在新建战列舰上采用了集中防御理念，加强炮塔、弹药库、锅炉舱和轮机等要害部位防护，取消非关键部位的装甲防护，在装甲重量不变的情况下提高了生存能力。德国由于在一战战败后被禁止设计建造主力舰，出现了近20年的空窗期。因此在设计俾斯麦级时，德国设计师沿用的还是1913年德帝國海軍巴伐利亚级战列舰的装甲布局，装甲重量被均匀分布于全舰。
俾斯麦级主装甲带的防御目标为，在15,500（17,000碼）的距离上抵御与自身主炮口径相同的380毫米穿甲弹射击。为此在水线上布置了厚度为220-320毫米的克虏伯表面硬化钢板（Krupp Cementite, Neuer Art），主装甲带占水线长度达到了空前绝后的70%。美国海军战后的实弹测试显示，这种装甲板与英国战列舰使用的渗碳装甲板相当，且明显优于美国自用的A级装甲板。装甲板为垂直安装，并没有使用他国战列舰依靠倾斜装甲来提高防护力的设计；最厚的320毫米装甲板用于防护炮塔、弹药库和轮机舱所处的中央部分，至下层逐渐减薄为170毫米。主装甲带两端的装甲隔壁厚220毫米。跟同时期的其他战列舰相同，德国在布置俾斯麦级装甲时没有充分考虑航空炸弹的威胁，其上层甲板只有50毫米厚。不过，俾斯麦级在主甲板以下轮机室以上、水线附近还另有一层装甲甲板，在舰舯为100至120毫米厚，向舰艏及舰艉则分别逐渐变薄至60毫米和80毫米，装甲板在水线附近有向下25度的倾角。由于装甲甲板在舰体上的位置过低，受箱形防护区保护的内部区划相对较少，这与同时代采用高置于舰体的单层厚装甲甲板的英美设计形成了鲜明对比。水线以下的侧舷装甲板厚45毫米，装甲板外布置有淡水舱、燃油舱和水密隔艙。舰体外壳为53毫米厚的高弹性匀质钢（Wotan Weich），水下防护可抵御250千克TNT炸药。
前司令塔顶部及侧面分别有200毫米和350毫米厚，而测距仪的顶部和侧面则分别为100和200毫米厚。后部舰桥的装甲明显较薄：其中顶部为50毫米、侧面为150毫米，而后测距仪的顶部和侧面亦分别仅有50和100毫米。主炮炮塔的防护相对良好：炮塔正面为厚360毫米的克虏伯装甲、并带有220毫米的炮盾、顶部130毫米、侧面220毫米、后部360毫米、炮塔基座装甲厚340毫米。因此，俾斯麦级的装甲总重达18,700吨（仅次于大和级战列舰的22,895吨），占全舰重量达40%，高居二战战列舰之首。虽然因没有采用集中防御设计，导致主装甲带、水线、甲板、炮塔等要害处的装甲等效厚度均低于同期英国的英王乔治五世级或法国的黎塞留级，但因其全面防护及穹甲设计，使得俾斯麦级在近距离战斗中防护效果更好。并且俾斯麦级的副炮防护力要比其竞争对手更强。150毫米炮塔的顶部、侧面和正面装甲分别有35毫米、40毫米和100毫米厚；105毫米炮则有20毫米厚的炮盾。

## 建造

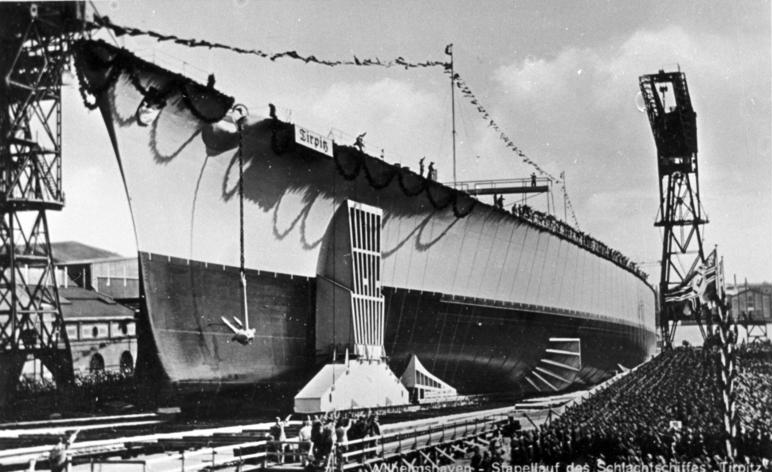
正在下水的提尔皮茨号

作为同级的首制舰，俾斯麦号于1936年7月1日在汉堡的布洛姆－福斯船厂开始进行龙骨架设。该舰被分配的建造编号为509，合同名称则定为“汉诺威号代舰”（Ersatz Hannover），以作为旧战列舰汉诺威号的替代品。它于1939年2月14日下水，阿道夫·希特勒出席了相关仪式，并由舰名出处、奥托·冯·俾斯麦的孙女主持为舰只命名。与其它德国主力舰一样，俾斯麦号最初是建有直立舰艏。但通过其它舰只的经验表明，俾斯麦号有必要在舾装期间安装飞剪形舰艏。舰只于1940年8月24日投入舰队服役，受海军上校恩斯特·林德曼指挥。三周后，舰只离开汉堡前往波罗的海进行海上试航，12月再返回进行最终的舾装工作。进一步的检验和测试于次年3月至4月在波罗的海完成，随后，俾斯麦号以活动状态被安置。
提尔皮茨号的龙骨于1936年10月20日在威廉港的战海军造船厂安放，建造编号为128。它是根据“石勒苏益格-荷尔斯泰因号代舰”（Ersatz Schleswig-Holstein）的合同名称订购，以取代陈旧的石勒苏益格-荷尔斯泰因号战列舰。提尔皮茨号得名于一战前公海舰队的构建者、海军元帅阿爾弗雷德·馮·鐵必制。他的女儿，伊尔莎·冯·哈塞尔（Ilse von Hassel）于1939年4月1日在下水仪式上为舰只命名。舾装工作一直持续至1941年2月，并于2月25日投入舰队服役。提尔皮茨号随后进行了一系列的试航，先是北海，然后在波罗的海。

### 同级舰
| 舰只       | 造船厂               | 命名来源                     | 架设日期      | 下水日期      | 入役日期      | 结局                               |
| ---------- | -------------------- | ---------------------------- | ------------- | ------------- | ------------- | ---------------------------------- |
| 俾斯麦号   | 汉堡布洛姆－福斯船厂 | 帝国宰相奥托·冯·俾斯麦       | 1936年7月1日  | 1939年2月14日 | 1940年8月24日 | 1941年5月27日于一次水面行动后沉没  |
| 提尔皮茨号 | 威廉港德国海军造船厂 | 海军元帅阿爾弗雷德·馮·鐵必制 | 1936年11月2日 | 1939年4月1日  | 1941年2月25日 | 1944年11月12日于特罗姆瑟遭空袭击沉 |

## 服役历史

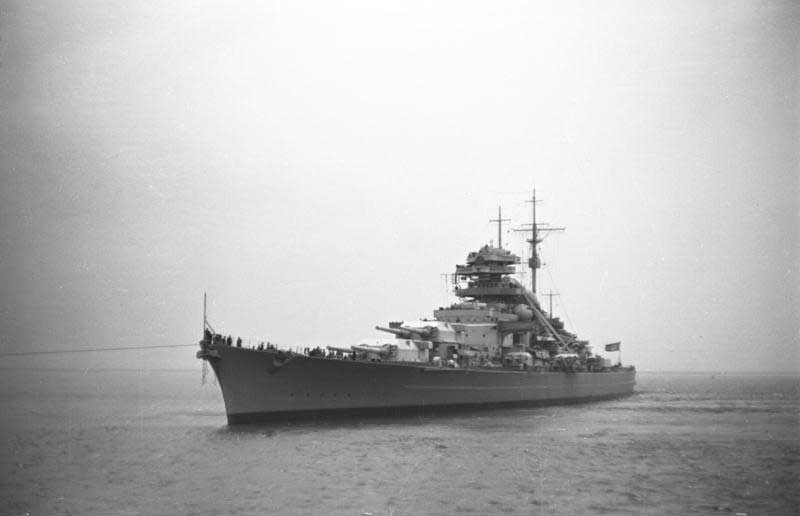
俾斯麦号于1940年9月

### 俾斯麦号
在俾斯麦号入役后，海军总司令部制定了一项出击至北大西洋的计划。行动原本要求的兵力是由俾斯麦号、提尔皮茨号以及两艘沙恩霍斯特级战列舰所组成。由于提尔皮茨号于1941年5月仍未准备好服役，而沙恩霍斯特号正进行大修；兵力被减少至俾斯麦号、格奈森瑙号和欧根亲王号。但随着格奈森瑙号受到英国对布雷斯特的轰炸袭击而受损，致使当局决定仅由俾斯麦号和欧根亲王号实施这项行动。海军上将君特·吕特晏斯被任命为这两艘舰只的总指挥。
5月19日凌晨，俾斯麦号离开戈滕哈芬向北大西洋进发。在穿越丹麦地带的同时，俾斯麦号和欧根亲王号遭遇了瑞典巡洋舰哥特兰号；后者将所见通过瑞典海军传达至英国海军驻斯德哥尔摩专员。英国皇家空军遂对挪威峡湾展开空中侦察，以确认所见。而在挪威，吕特晏斯上将未能补充俾斯麦号在首段航程消耗掉的约1000吨燃料。

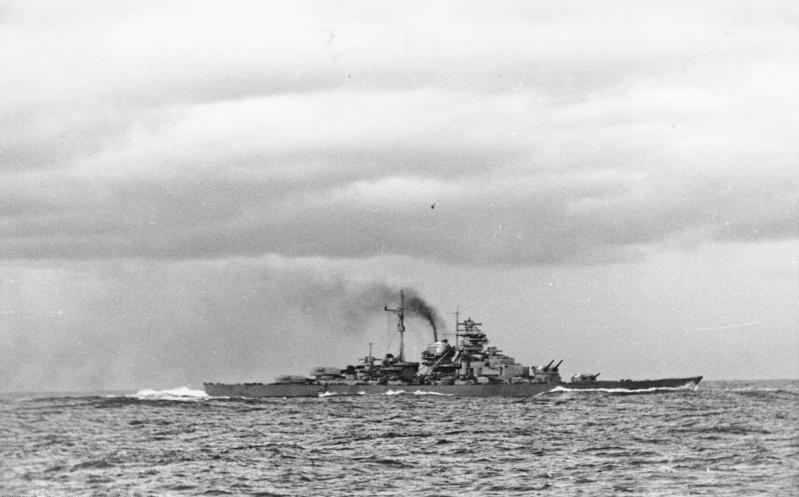
与胡德号及威尔士亲王号交战后的俾斯麦号

至5月23日，俾斯麦号和欧根亲王号已经到达丹麦海峡。那天傍晚，英国重巡洋舰萨福克号和诺福克号曾短暂与俾斯麦号交火，继而退后以跟踪德国舰只。在翌日06:00，俾斯麦号的瞭望员发现了战列巡洋舰胡德号和新战列舰威尔士亲王号的桅杆。英国军舰径直驶向俾斯麦号和欧根亲王号，然后试图转舵使双方兵力处于大致平行的航向。在转舵过程中，至少有一枚俾斯麦号的380毫米炮穿透了胡德号艉部的一个弹药舱，这导致了灾难性的爆炸并摧毁了该舰。胡德号的1421名船员中仅余3人生还。接着，德国舰只将火力集中转向威尔士亲王号，迫使其撤离。俾斯麦号并非毫发无损；威尔士亲王号直接命中其舰艏，造成了大约2000吨的进水。此外舰只还开始漏油，这让英国人更容易追踪它。
退避后的威尔士亲王号与萨福克号及诺福克号会合；它在傍晚18:00左右再度短暂与俾斯麦号交火，但双方均未取得命中。在此时，共有19艘军舰参与了对俾斯麦号的追击。这包括六艘战列舰及战列巡洋舰、两艘航空母舰，以及一些巡洋舰和驱逐舰。在与威尔士亲王号的第二次交战后，吕特晏斯分遣欧根亲王号继续行动，而俾斯麦号则驶向港口。5月24日午夜前不久，从胜利号航空母舰起飞、隶属第825海军航空联队的一批剑鱼式鱼雷轰炸机向俾斯麦号发动攻击。一枚鱼雷命中了舰舯，但并未造成严重破坏。爆炸的冲击力加上俾斯麦号的高速移动，破坏了在早前战斗中伤害中经临时修缮的堵漏。其速度被迫降低至16節（30每小時）以减少进水，并由维修团队对重新开裂的创口进行处理。

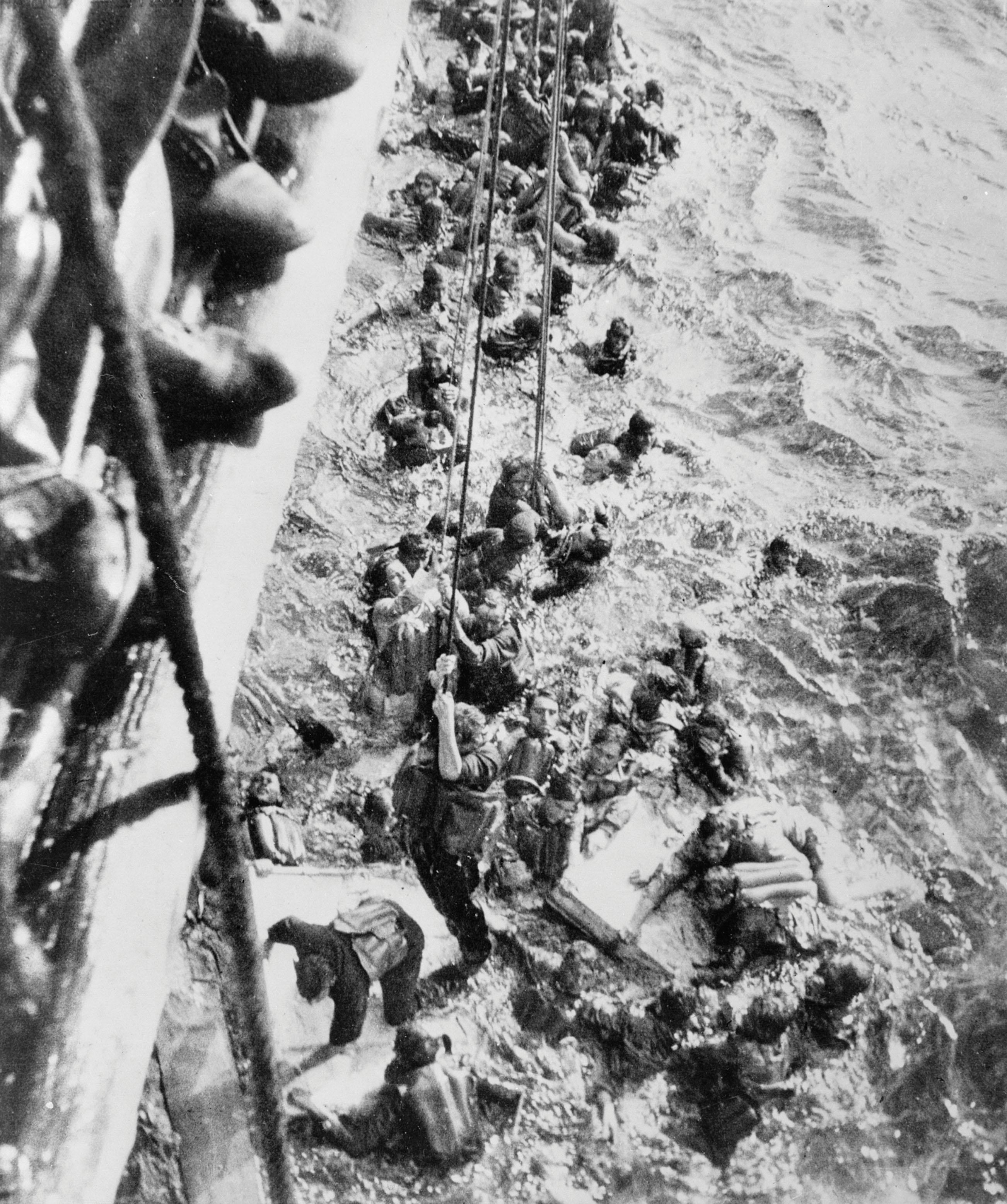
幸存者试图登上多塞特郡号

5月25日早，俾斯麦号以一次绕大圈的折返越过了其追逐者。这项操纵使其成功摆脱了英舰，后者遂转向西行试图找出俾斯麦号。尽管如此，吕特晏斯上将却并不知道他已脱离英国人，并且发出了一系列的无线电传输，这些信号被英国人截获，进而对他所处的方位进行粗略修正。鉴于舰只已经受损，吕特晏斯决定前往德占法国而不是继续他的使命。5月26日上午，一架皇家空军海岸司令部的PBY卡特琳娜水上飛機在距布雷斯特西北约690海里（1,280）处发现俾斯麦号；若以当时的航速，它在24小时内便可到达U型潜艇和空军的保护范围内。英国唯一足够接近能让它慢下来的兵力仅剩航空母舰皇家方舟号及其护航者——战列巡洋舰声望号。在大约20:30，隶属第第820海军航空联队的十五架剑鱼式鱼雷轰炸机从皇家方舟号起飞，发动对俾斯麦的攻击。有三枚鱼雷据信命中了舰只；其中前两枚未能对舰只造成严重伤害，但第三枚命中卡死了俾斯麦号的舵机，使其难以向右转舵。损伤无法修复，舰只开始绕圈航行，并落入追逐者的包围中。
在剑鱼机袭击约一个小时后，吕特晏斯向设于巴黎的海军集团西线总部发送了以下信息：“舰只无法操纵。我们将战斗至最后一发弹药。元首万岁！”。在翌日早晨08:25，跟随在乔治五世国王号身后的战列舰罗德尼号率先开火。俾斯麦号于三分钟后还击，但在09:02，罗德尼号的一枚16英寸炮摧毁了俾斯麦号的前炮塔。半小时后，俾斯麦号的后炮塔亦已哑火。至10:15左右，两艘英国战列舰停火，其目标已成为一具燃烧着的残骸。英国人的燃料此时已经严重不足，但俾斯麦号尚未沉没。重巡洋舰多塞特郡号遂向瘫痪的舰只发射了几枚鱼雷，致使其向左舷侧剧烈横倾。大约在多塞特郡号袭击的同时，轮机舱人员在轮机舱内点燃了自沉的炸药引线。因此，对于俾斯麦号沉没的直接原因至今仍存在较大争议。只有110名幸存者被英国人救起，后者在发现U型潜艇接近后离开现场。另有5人获德国船只救起。

### 提尔皮茨号

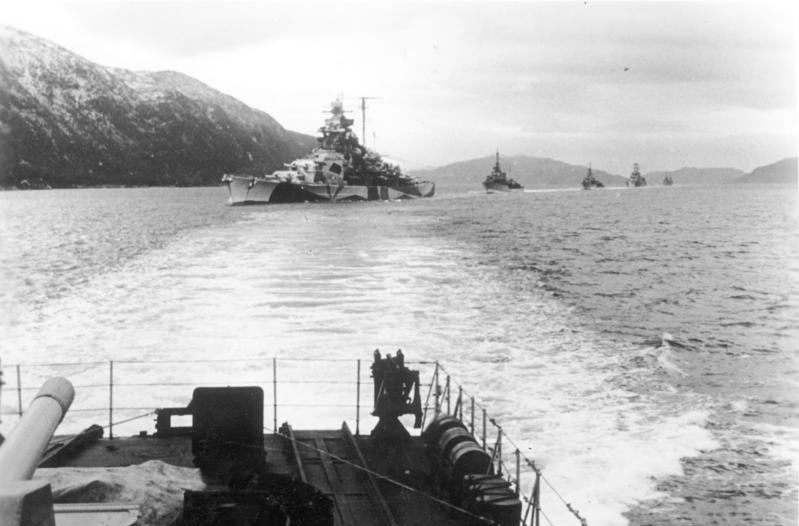
提尔皮茨号及一些驱逐舰于挪威沿岸对开海面

提尔皮茨号在1941年2月25日投入德国海军服役后的首个行动，是对德国入侵苏联后、可能试图逃脱的波罗的海舰队起到威慑作用。它与装甲舰舍尔海军上将号以及轻巡洋舰莱比锡号、纽伦堡号和科隆号集结在一起，于奥兰群岛巡逻了数日，然后返回基尔。1942年1月14日，提尔皮茨号离开德国水域前往挪威，并于17日抵达。
3月6日，提尔皮茨号在三艘驱逐舰的陪同下，对前往苏联的英国护航船队进行突袭。德国人试图拦截PQ-12号和QP-8号护航队，但恶劣的天气使他们无法找到船队。英国人确定了提尔皮茨号的方位，并从航空母舰胜利号起飞了十二架青花魚式魚雷轟炸機发动攻击。轰炸机在没有对德舰取得任何命中的情况下被击退。提尔皮茨号及驱逐舰于3月12日返回港口。这次侥幸脱险促使希特勒下令提尔皮茨号不得再攻击其它护航船队，除非其护卫航空母舰沉没或失效。
在接下来的两个月中，皇家空军对停泊在费滕峡湾的提尔皮茨号实施了一系列不成功的轰炸袭击。第一次，是由34架哈利法克斯轟炸機于3月31日进行。接下来的两次是在一个月后，分别于4月28日及29日。第一波攻击是由43架哈利法克斯和蘭開斯特轟炸機进行，第二波则是34架同样的飞机组成。德国重型高射炮和恶劣天气的结合使得全部三次任务都告失败。在这一年的其余时间至1942年末，提尔皮茨在缺乏任何类型船坞设施的条件下，于费滕峡湾进行了改装。因此，这项工作是渐进完成的；德国人建造了一座大型沉箱以便更换船舵。海军历史学家威廉·贾志科和罗伯特·杜林指出，“这艘舰的维修是二战最为艰巨的海军工程壮举之一”。
1943年1月，提尔皮茨号从漫长的大修中恢复过来，然后转移至阿尔塔峡湾。在这里，它连同沙恩霍斯特号和重巡洋舰吕措号一起参与了广泛的训练运作，并持续至年中。9月上旬，提尔皮茨号、沙恩霍斯特号和十艘驱逐舰炮击了作为英国补料中继站的斯瓦尔巴群岛。两艘战列舰摧毁了预定目标，并安全返回阿尔塔峡湾；这是提尔皮茨号首次以主炮开火。在9月22－23日，英国的六艘微型潜艇袭击了抛锚停泊的提尔皮茨号。其中的两艘潜艇成功引爆了放置在战列舰舰体外的炸药，造成严重破坏。提尔皮茨号就此失效。在接下来的六个月里，由约1100人组成的劳动力进行了必要的维修工作，至1944年3月完成。

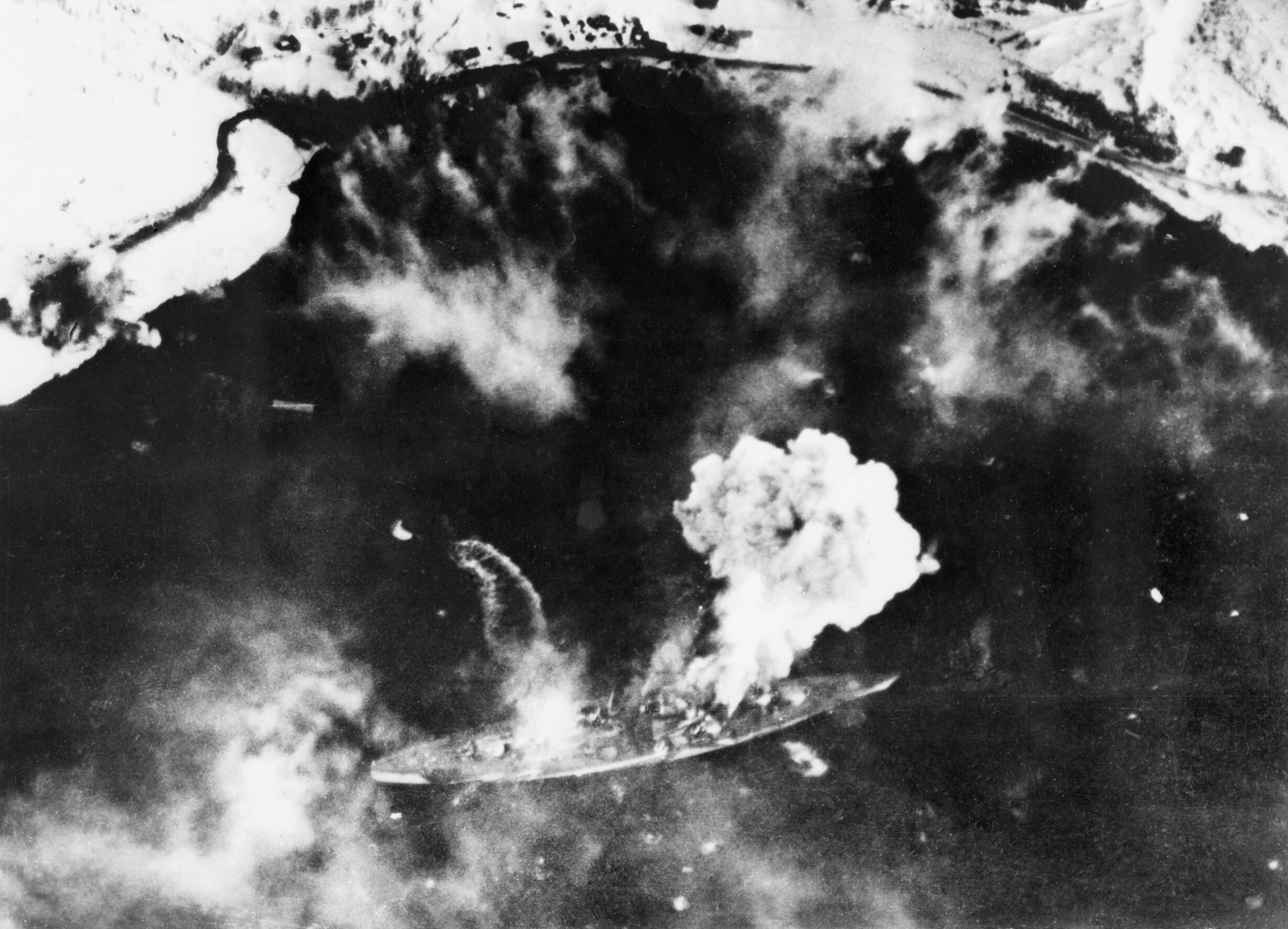
提尔皮茨号于4月3日遭到梭鱼式轰炸机袭击

维修完成后，英国几乎立即恢复了一连串的空袭。4月3日，皇家海军发动了钨素行动，由来自六艘航空母舰的40架战斗机和40架梭魚式魚雷轟炸機袭击该舰。它们取得了15次直接命中和2次近距脱靶，造成严重破坏，并击毙122人，另有316人受伤。皇家海军试图在三周后的24日夜间再次发动袭击，但由于天气恶劣而不得不取消行动。膂力行动（Operation Brawn），作为另一项紧接着在5月15日由舰载机发动的袭击，也受到了天气干扰。下一次航母袭击试图在5月28日发动，但再次由于不佳的天气条件而取消。由胜利号、暴怒号和不倦号航空母舰联合于7月17日进行的福神行动则因笼罩在提尔皮茨号周围厚重的烟幕而受挫。
皇家海军于8月底发起了古德伍德系列行动。古德伍德I号行动于8月22日进行，共有来自五艘航空母舰的38架轰炸机和45架战斗机出战。袭击者未取得任何命中。古德伍德III号则在两天后实施，由来自可畏号、暴怒号和不倦号航空母舰的48架轰炸机和29架战斗机出战。轰炸机两次命中提尔皮茨号，但仅造成轻微破坏。皇家海军的最后一次行动，古德伍德IV号行动发生于8月29日。34架轰炸机和25架战斗机分别从可畏号和不倦号航空母舰起飞袭击提尔皮茨号，但大雾使它们无法取得任何命中。
此后，击沉提尔皮茨号的任务落在了皇家空军身上，其共执行了三次携带5400公斤新式高脚柜炸弹的空袭。第一次是扫雷器行动，于9月15日发生，当时由27架蘭開斯特轟炸機组成的兵力各投下一枚高脚柜；其中一枚成功命中了提尔皮茨号的舰艏。炮弹完全穿透了舰只，并直接在龙骨下爆炸。这导致1500公吨的海水灌入舰体，提尔皮茨号再度失效。一个月后，即10月15日，提尔皮茨号被转移至特罗姆瑟外围的哈科伊岛，作为一个浮动的炮台使用。两个星期后，在10月29日，英国发起了由32架蘭開斯特轟炸機组成的消除行动。行动仅达成了近距脱靶，尽管这使得提尔皮茨号灌入了更多的海水。最后一次袭击，即教义问答行动于11月12日执行。32架蘭開斯特轟炸機袭击了舰只，并取得两次直接命中和一次近距脱靶。炸弹引爆了提尔皮茨号的一个弹药舱并造成舰只倾覆。伤亡人数非常高：共有1204人在袭击中丧命。另有806人设法逃离了正在下沉的舰只，还有82人则是从倾覆的舰体中获救。舰只残骸于1948年至1957年间被逐渐拆解。

## 延伸阅读
- Mulligan, Timothy P. . The Journal of Military History（英语：The Journal of Military History）. October 2005, 69 (4).